# 兹瓦尔特诺茨主教座堂
兹瓦尔特诺茨主教座堂（羅馬化：Zvart’noc’ tač̣ar（改革式），转写：（古典式）；字面意思为「天使主教座堂」）为一7世纪建造的亚美尼亚式主教座堂，其为四叶式，采带走廊的集中式平面，承卡托利科斯建造者拿施斯之命，于643年至652年间筑就。 今其为废墟，地处亚美尼亚亞馬維爾州瓦加尔沙帕特（埃奇米阿津）城市之边缘。

## 历史

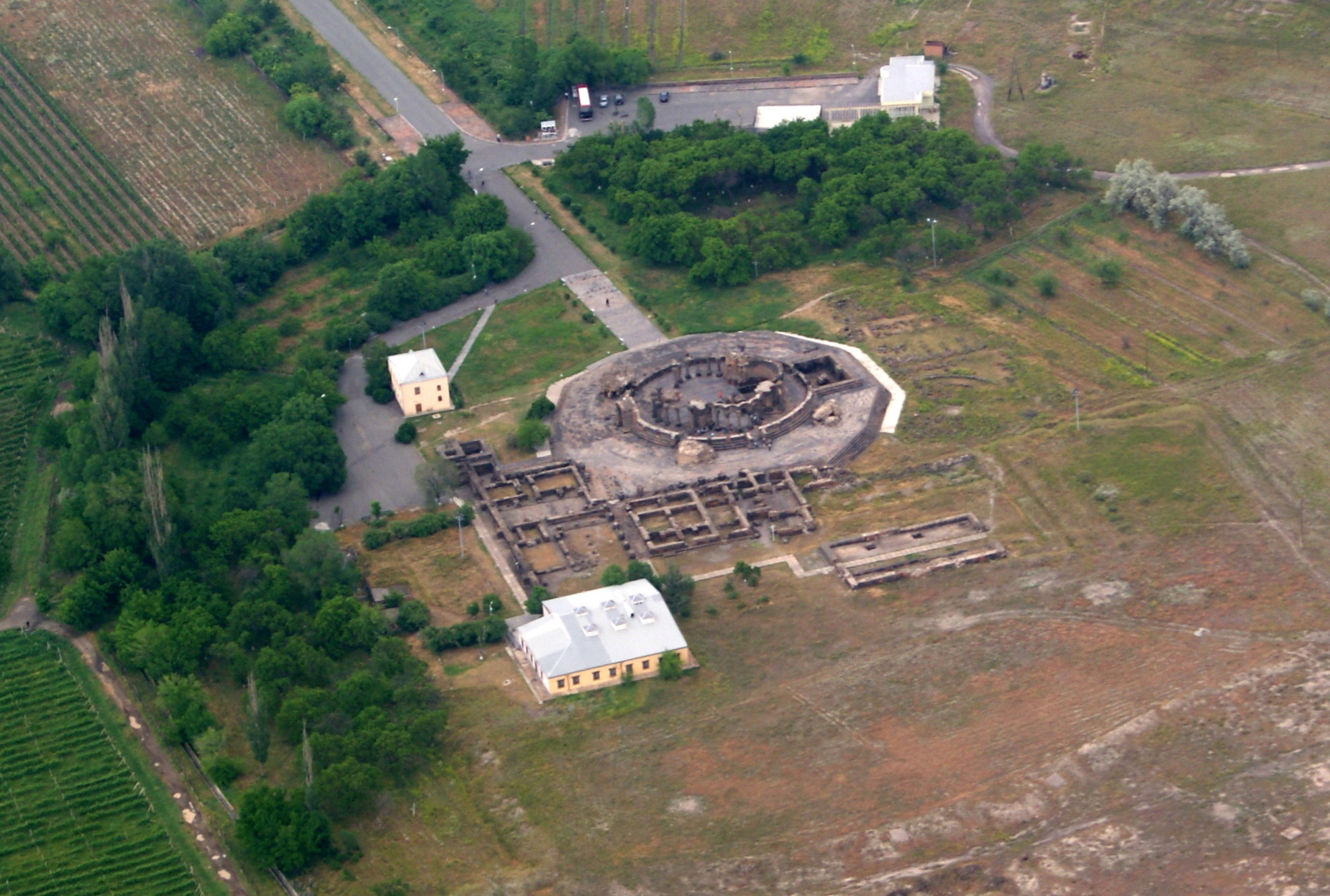
全建筑群之航拍照片

兹瓦尔特诺茨于亚美尼亚方为穆斯林阿拉伯人铁蹄所踏之时建造，其时阿拉伯人正步步蚕食亚美尼亚时属的萨珊波斯。座堂始建于643年，于卡托利科斯拿施斯三世（其有「建造者」之称）领导下建造。该堂奉献给圣格列高利，坐落于推定的梯里达底三世与格列高利之一次会面发生之处，座堂「兹瓦尔特诺茨」之名即用以纪念于格列高利梦中向其显现的天使。 据中世纪亚美尼亚史家摩西·卡甘卡特瓦奇（羅馬化：Movses Kaġankatvac’i）所载，座堂于652年祝圣。
653年至659年间拿施斯驻于塔伊克（羅馬化：Tayk’），而座堂之建造于阿纳斯塔斯·阿科拉奇主持下续行。随阿拉伯人之占领德温以及拜占庭与阿拉伯之间于前者东部边界更趋激烈的战争，拿施斯将卡托利科斯的主教宫从德温迁至兹瓦尔特诺茨。
教堂之外部设计以篮状柱首为特色，其括有爱奥尼式涡形的底部、雕有鹰的柱头及葡萄卷草纹饰，显示出叙利亚及美索不达米亚北部地区建筑的影响。 柱首上之纹饰并有结成「拿施斯」字样，显为用于纪念教堂之倡建者拿施斯三世。
兹瓦尔特诺茨主教座堂矗立320年，而后于10世纪倾圮：11世纪之史家司提帕诺斯·塔罗涅奇（羅馬化：Step’anos Taronec’i）述及此堂时其已为丘墟，然史家并未给出原因。其如何倒塌仍待辨明，惟多数人争辩于下列二论之一：其一为地震，其二为阿拉伯人突袭之结果。
最广泛之解释为地震，虽此建筑经善加筹划，设计耐久1000年（时人预计之基督再临的日期）。考古发掘已揭示出其地大火的痕迹，此或属于早前摧毁教堂之图谋。不过教堂的建造亦包括焚烧黑曜石及石灰浆以形成砂浆之接缝（焚烧以成砖），且1893年之发掘亦使用火烧及爆破以清除碎屑。于10世纪最末十年巴格拉提德王朝君主加吉克一世治下，此座堂之一甚为相近的复制品于建筑师梯里达底主持下在阿尼得以树立，在11世纪之初落成。时之亚美尼亚史家塔罗涅奇于记述此座加吉克一世曾为之揭幕的教堂时提到兹瓦尔特诺茨，其人写道：「一座位于瓦加尔沙帕特的巨构，奉献给同一位圣人，其已坍塌成废墟。」

## 发掘
兹瓦尔特诺茨之余墟在20世纪之始得以重见天日。遗址于1901至1907年间在vardapet（在亚美尼亚传统中意指受过高等教育的修士大司祭）哈奇克·达季安（羅馬化：Xačik Dadyan）主持下发掘，此人开掘出座堂之基础，并掘出卡托利科斯宫及一酿酒坊的残迹。更进一步之发掘揭示出兹瓦尔特诺茨座堂立于一处建构之残迹上，而其建构可溯回烏拉爾圖君主鲁萨二世（英語：Rusa II）统治时期。

## 结构
多数学者赞同1905年由托罗斯·托拉马尼扬（羅馬化：Toros Toramanyan）所作重构，其人有参与最初的发掘工作，提出此堂有三层。

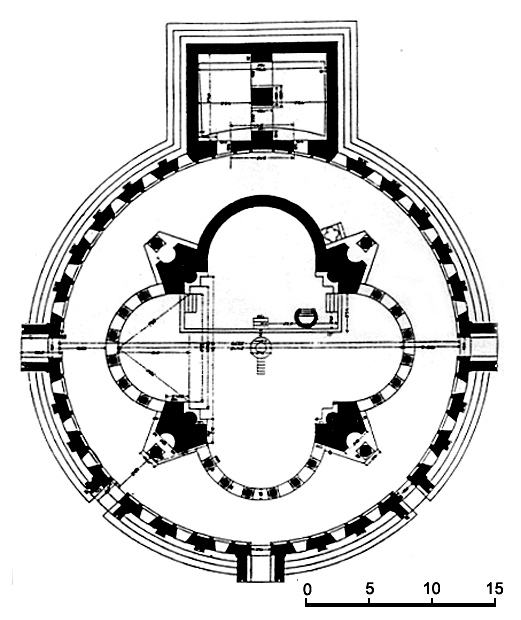
主教座堂平面图，依托拉马尼扬所绘者

一些学者如斯捷潘·姆纳察卡尼扬（羅馬化：Step’an Mnac’amanyan）及A·库兹涅佐夫等人否决此重构而给出替代方案，其中尤以后者最为引人注目。 例如，库兹涅佐夫主张托拉马尼扬之方案「从建设的角度看不合逻辑」，并坚称彼时的技术知识与托拉马尼扬构想的大胆方案不相符合。
此教堂由马赛克装饰，其内部为希腊十字，或称「四叶式」形状，外有走廊环绕内部区域；其外部为32边之多边形，远观之则显出圆形形状。
或有资料称于一幅浮雕中兹瓦尔特诺茨座堂为人刻于亚拉腊山上方，其浮雕藏于巴黎的圣礼拜堂。 然此说不甚真确，因所言浮雕于教堂毁坏300年后方见刻出。
兹瓦尔特诺茨座堂于2000年同瓦加尔沙帕特（埃奇米阿津）的教堂一并列入世界遗产名录。
第一版100亚美尼亚德拉姆银行券上绘有此座堂，其模板可见于埃里温历史博物馆。

## 影响
阿尼（今属土耳其）的圣格列高利教堂（其更知名的名称为「加吉卡申」，即，意为「由加吉克建立」）建于1001年至1005年间，其被有意设计成兹瓦尔特诺茨的复刻。
位于埃里温马拉季亚-塞巴斯季亚（羅馬化：Malatia-Sebastia）区的圣三一教堂由建筑师巴格达萨尔·阿尔兹马尼扬（羅馬化：Baġdasar Arzowmanyan）设计，模仿兹瓦尔特诺茨座堂而于2003年竣工。

## 图集

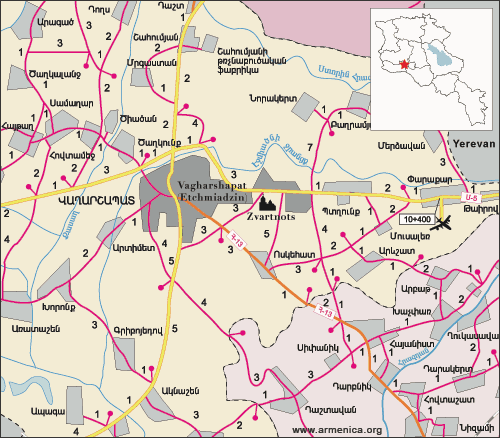
兹瓦尔特诺茨其地附近公路图
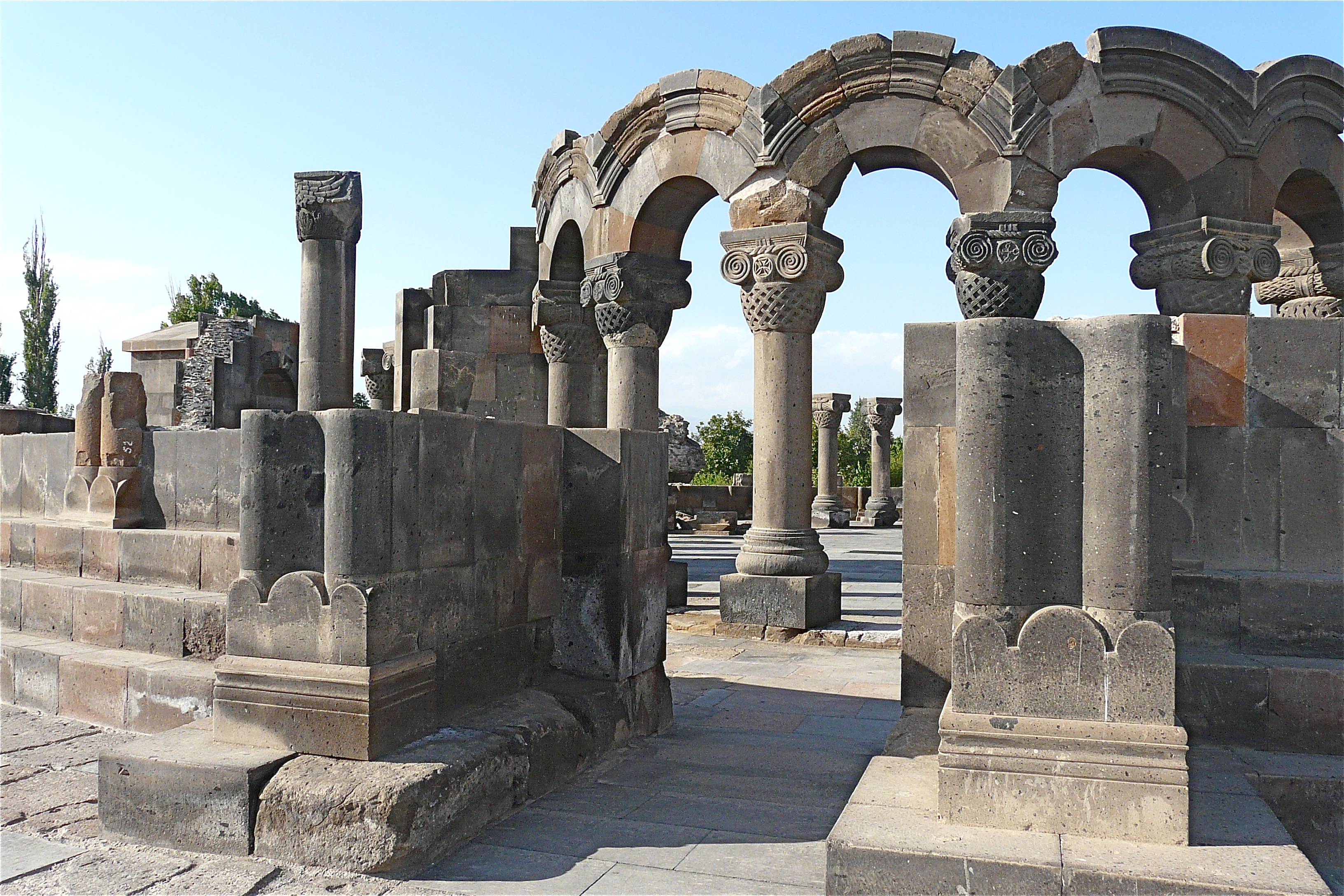
兹瓦尔特诺茨的石柱
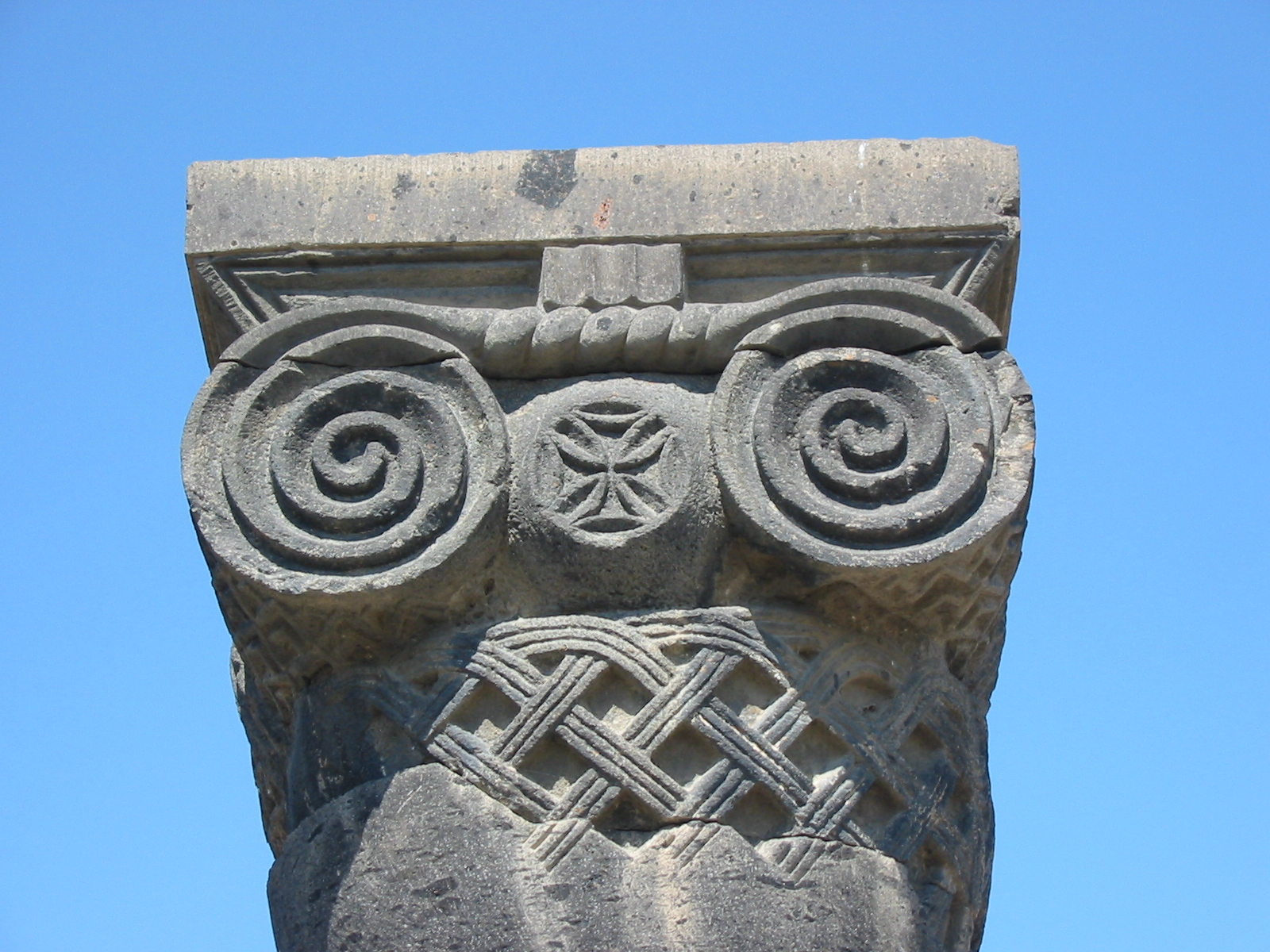
部分重造的「亚美尼亚爱奥尼式」柱首，位于其石柱中之一的顶部
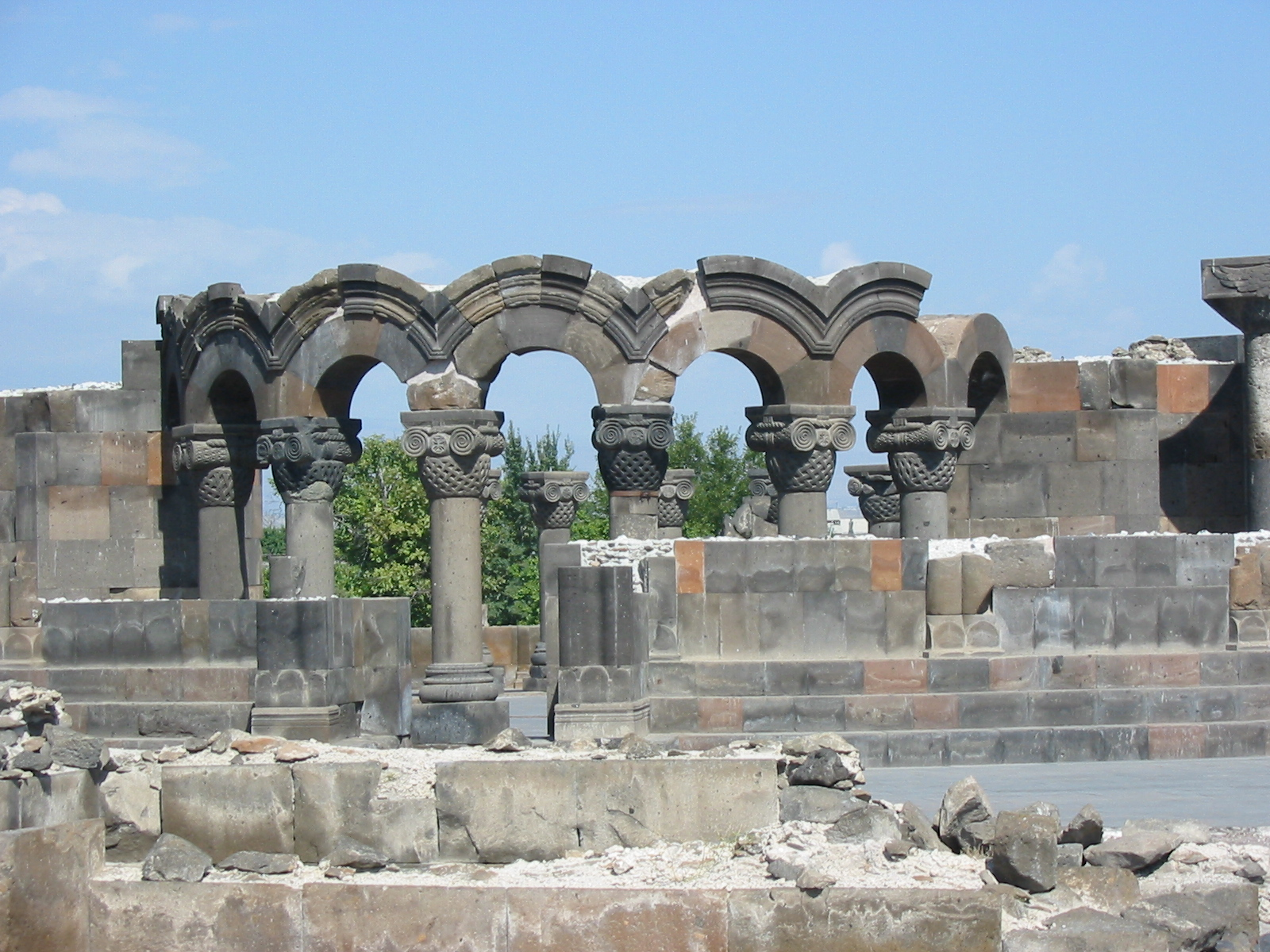
兹瓦尔特诺茨座堂废墟重建的部分
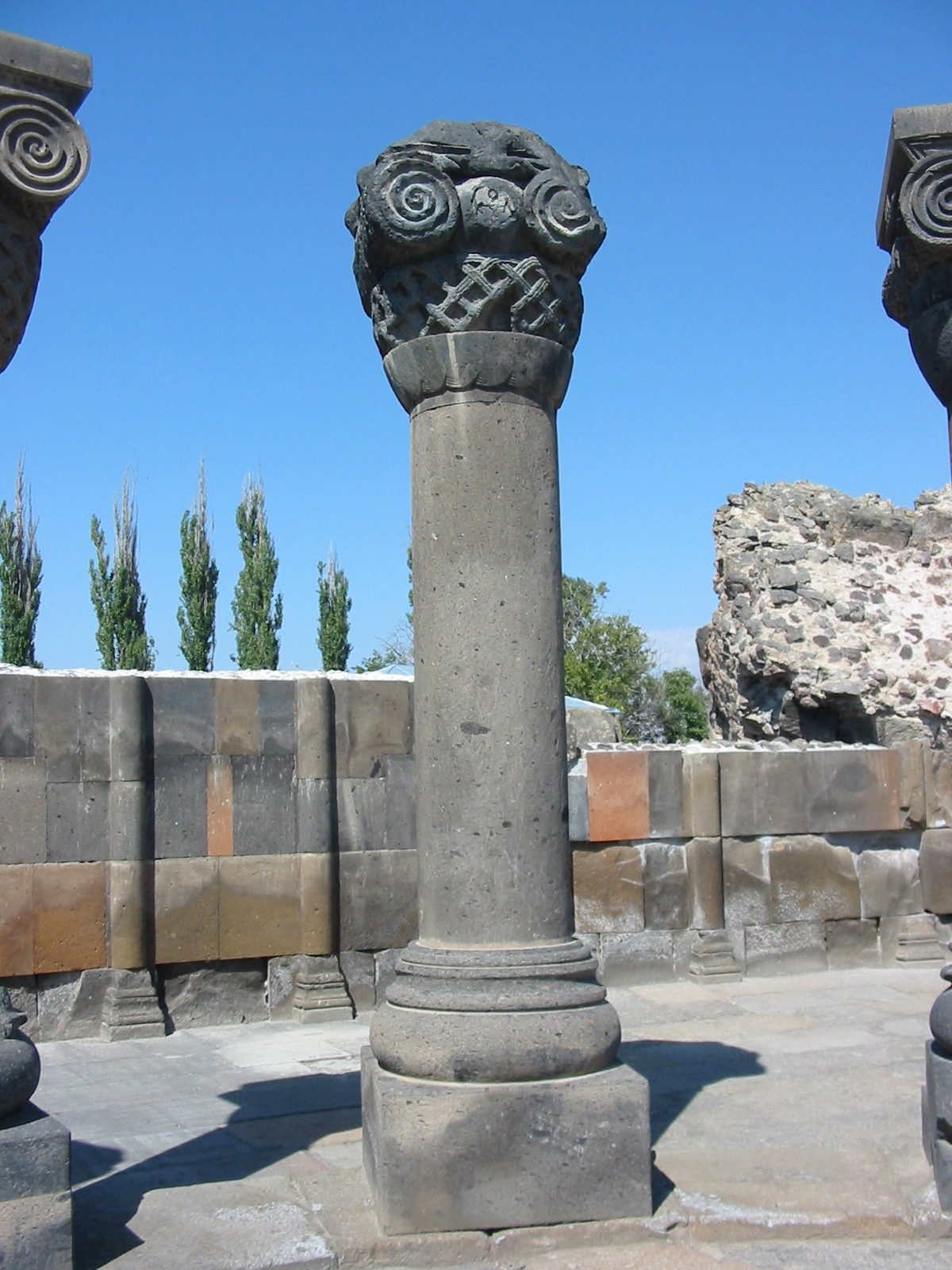
教堂遗址中石柱之一
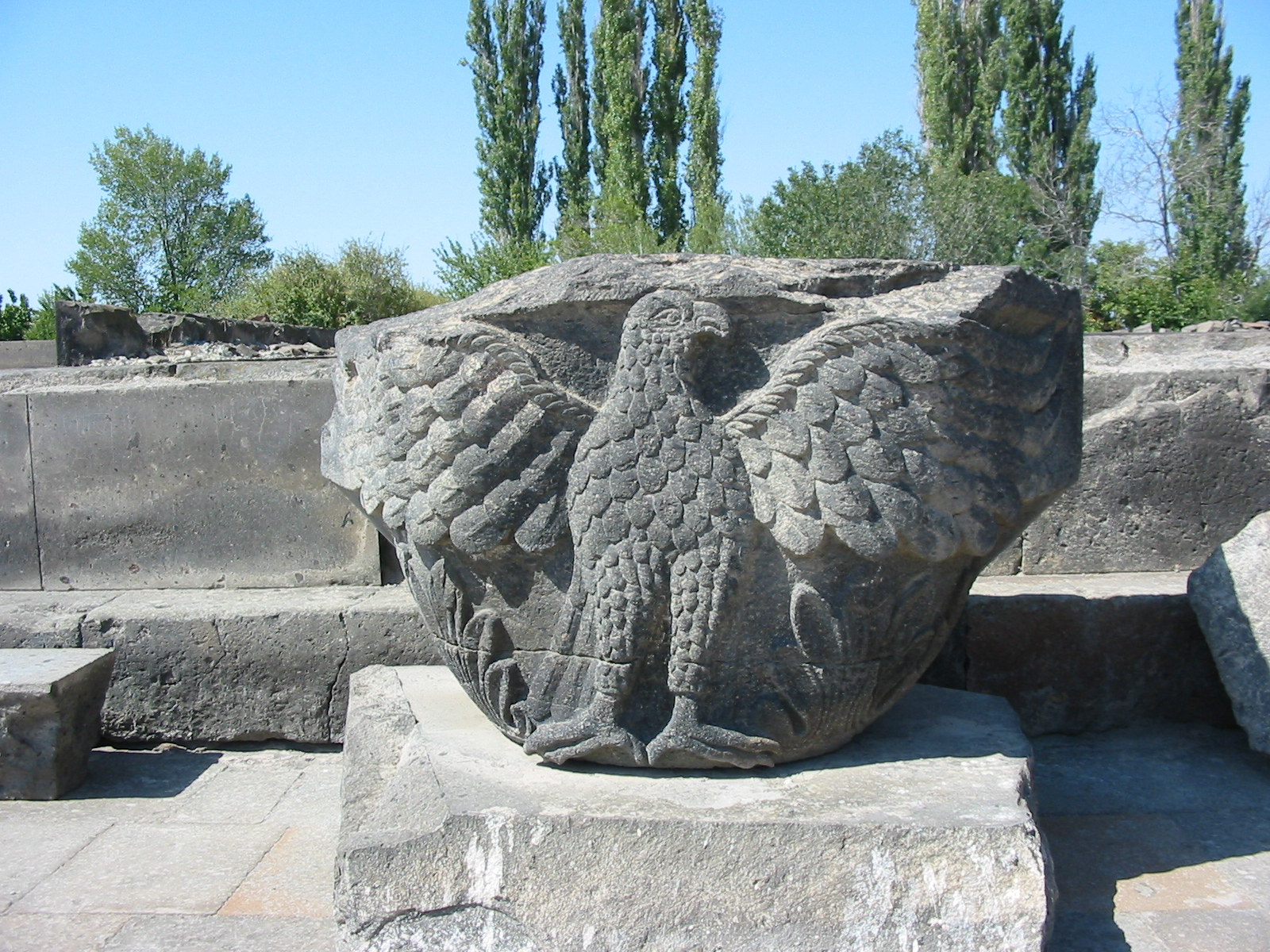
雕鹰柱首之一
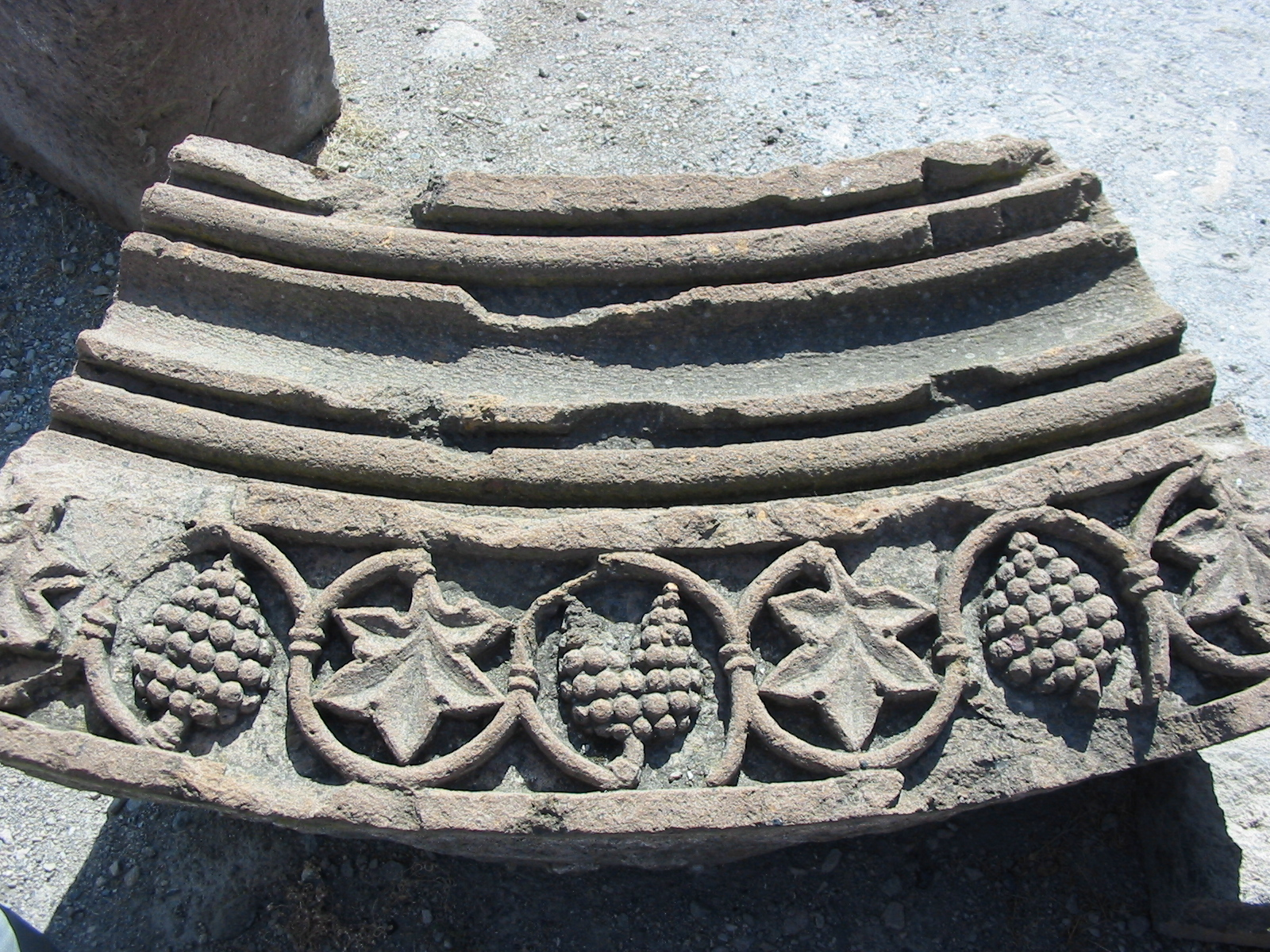
假连拱廊的残块
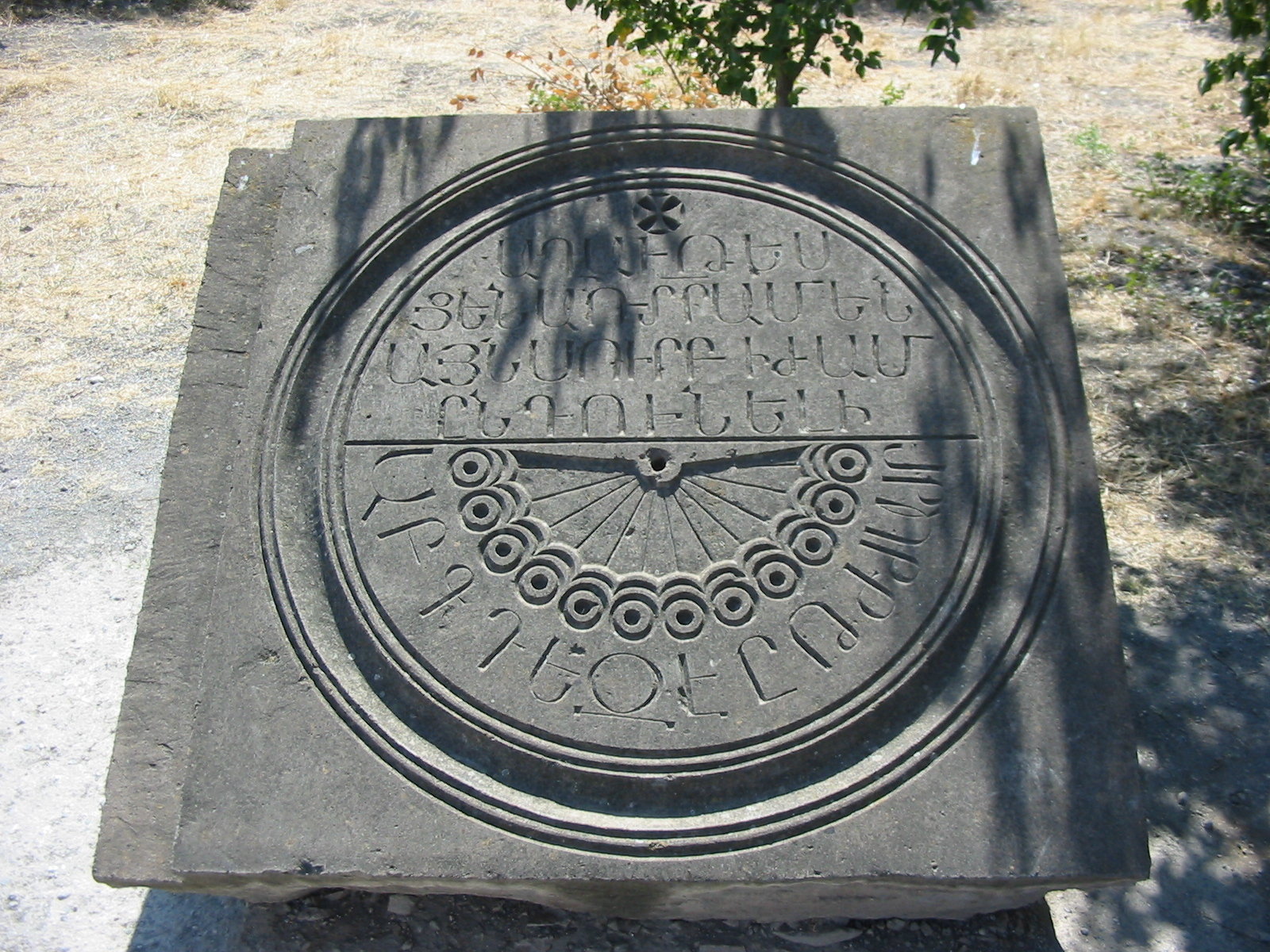
现代重新复制的日晷
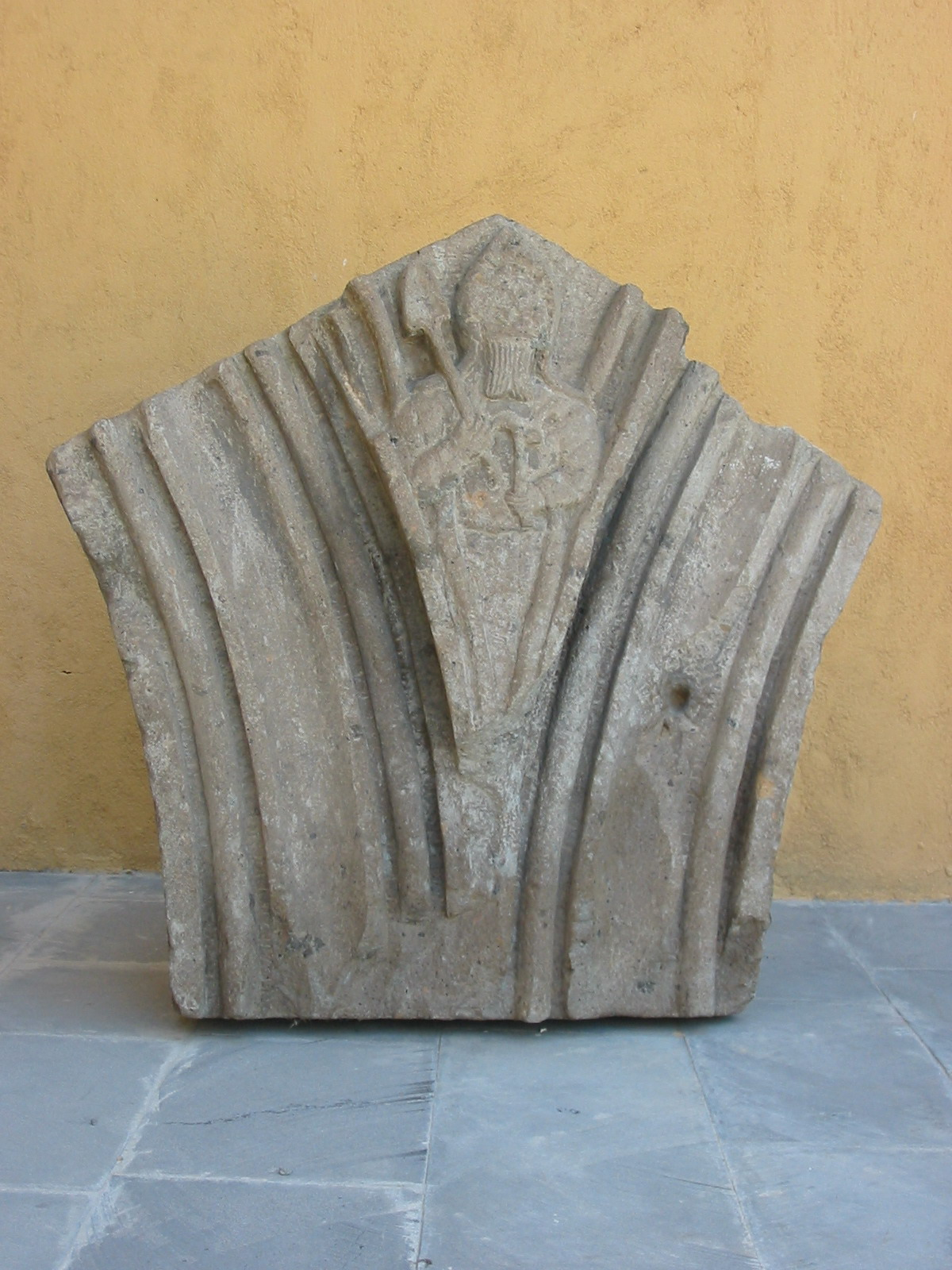
假连拱廊的拱肩，内中刻有一石匠
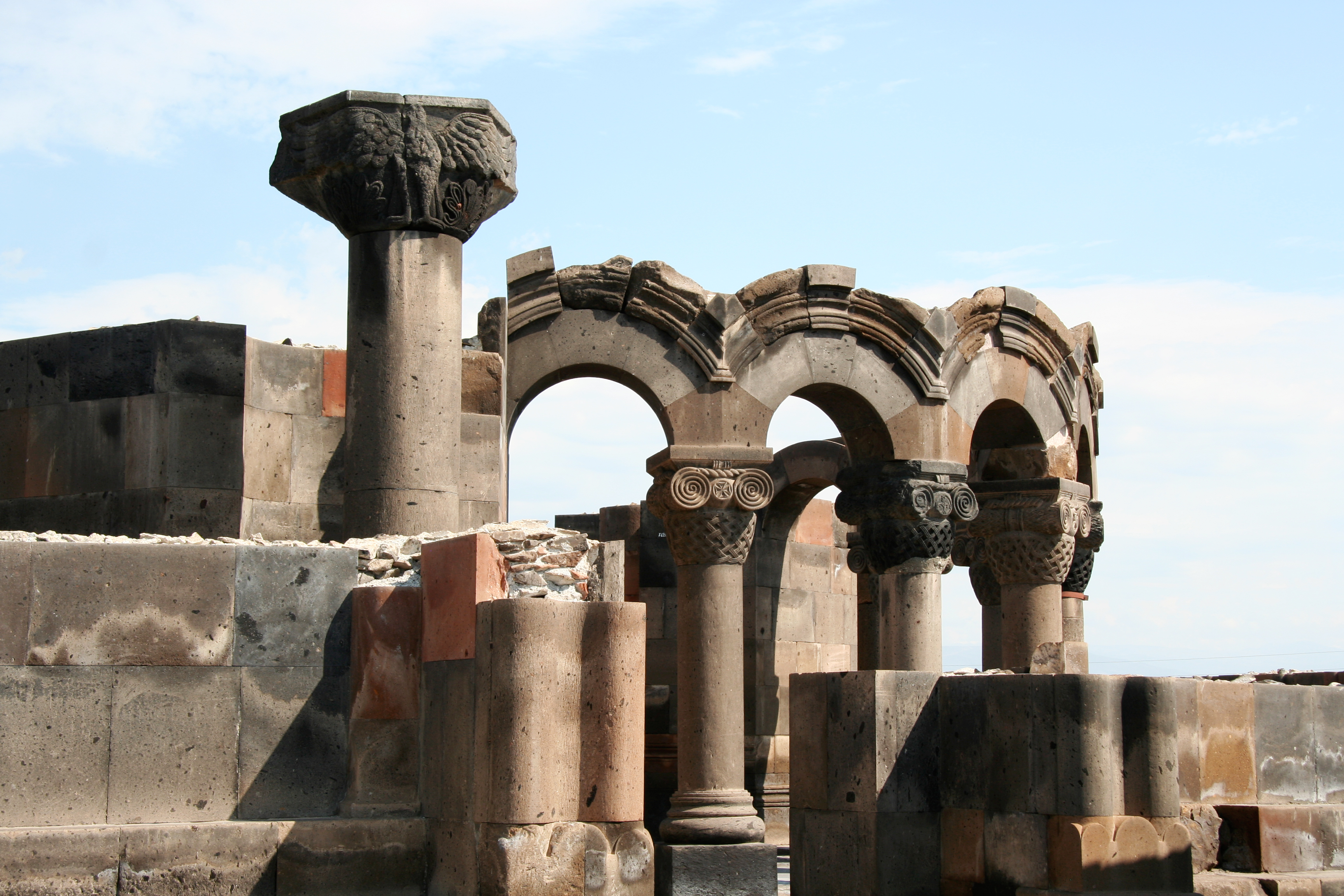
重建的石柱
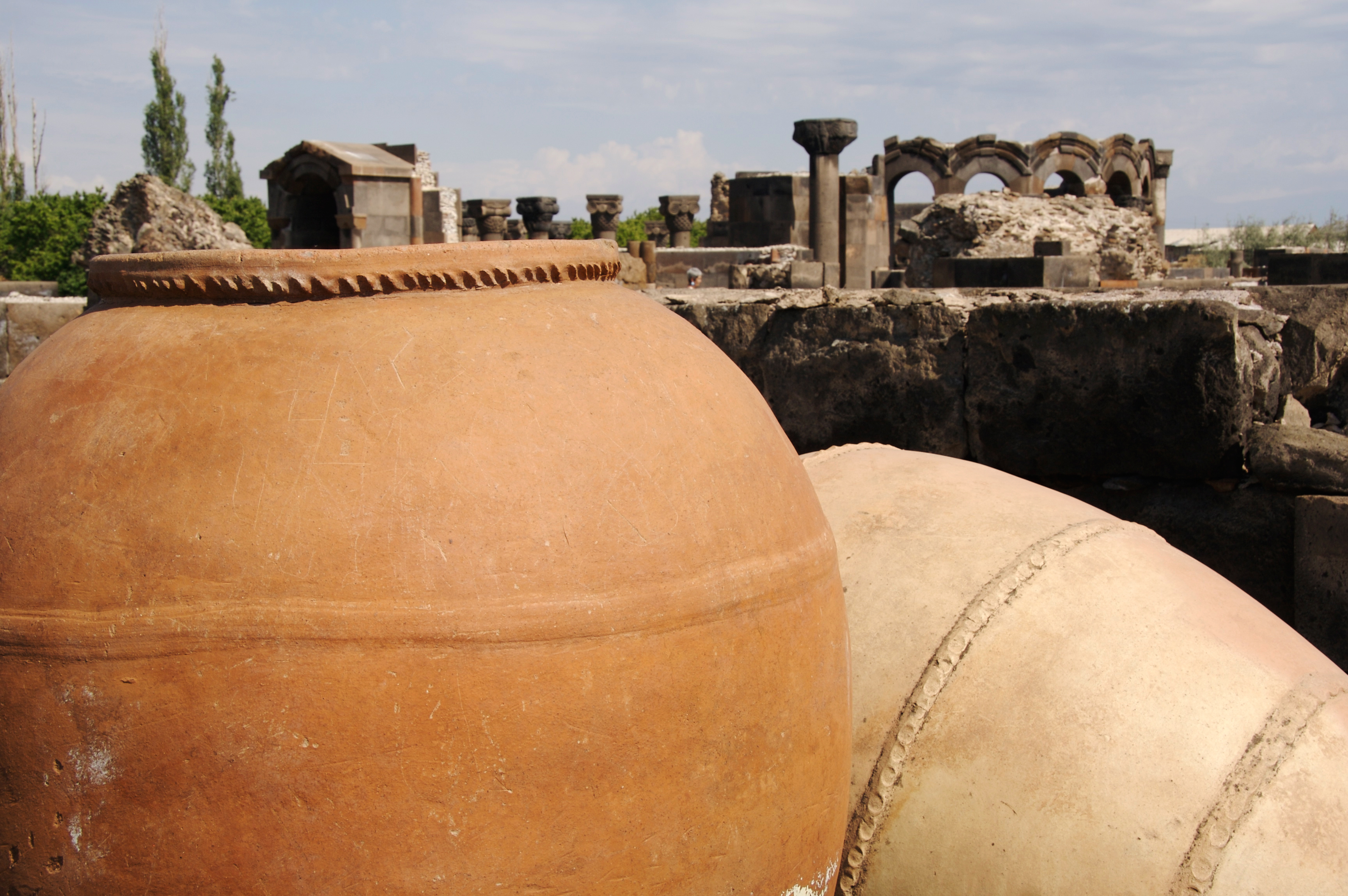
兹瓦尔特诺茨座堂的酒罐
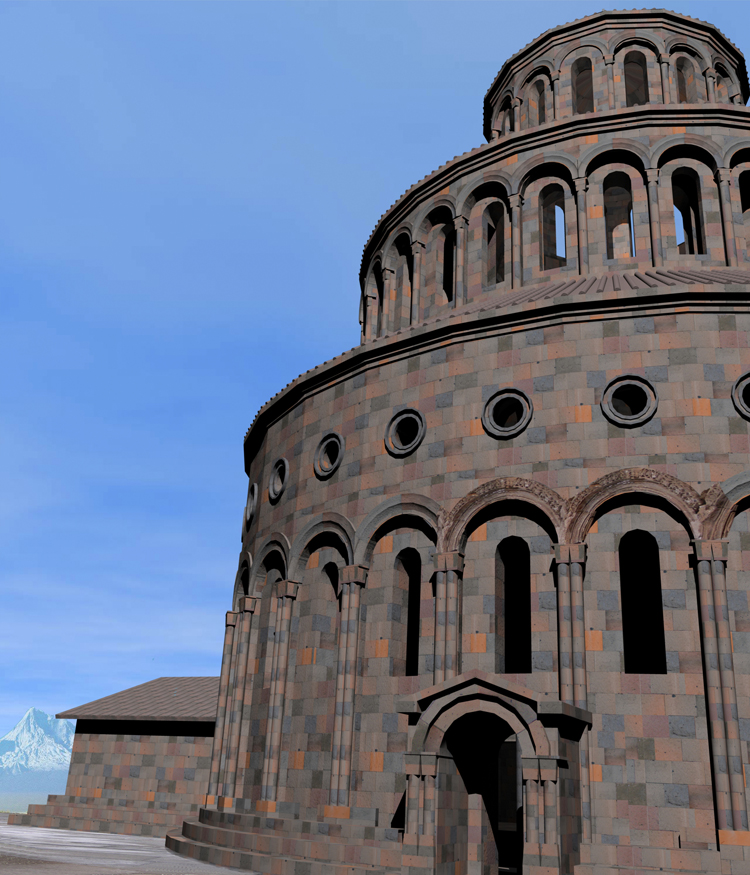
托拉马尼扬所作外部重建
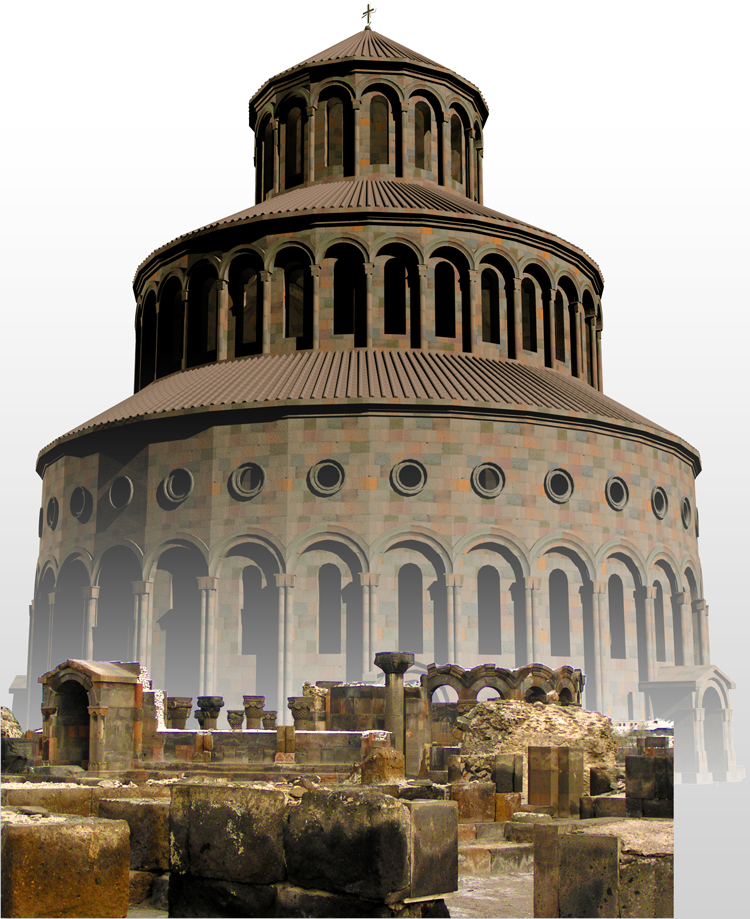
托拉马尼扬所作外部重建，叠加于废墟之上
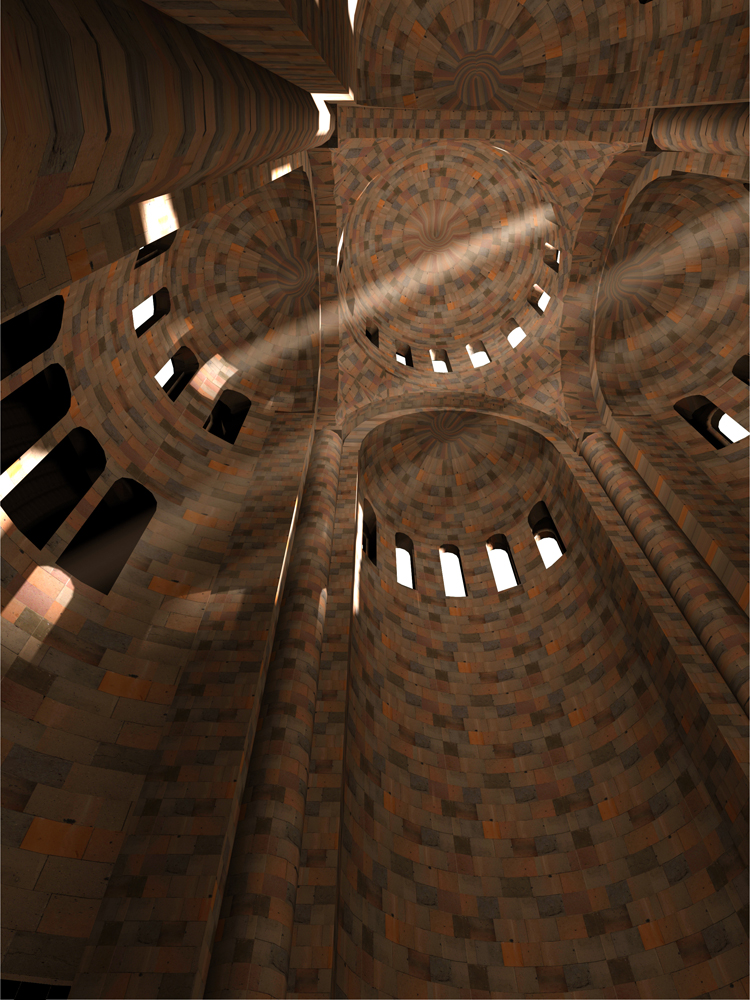
托拉马尼扬所作内部重建
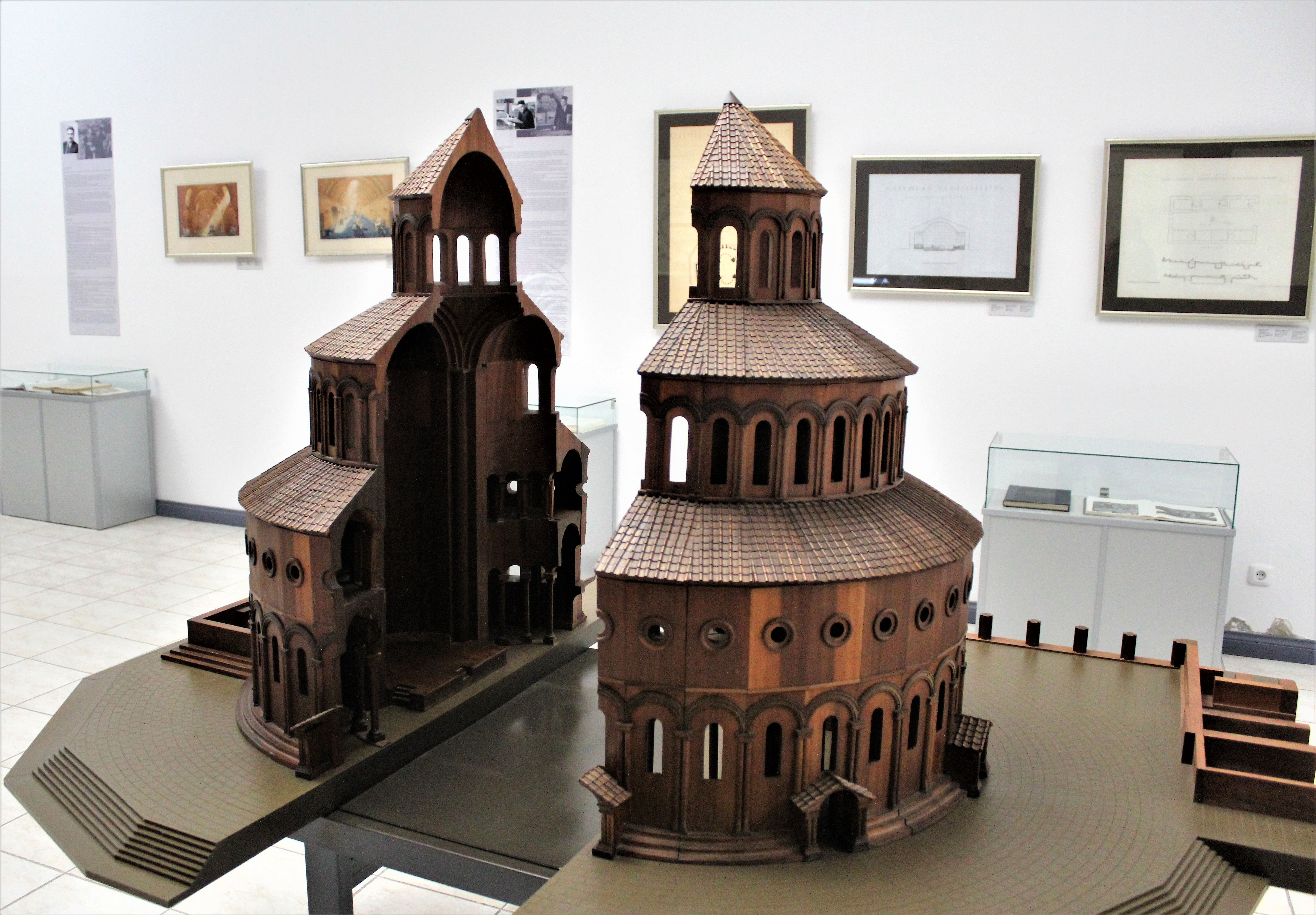
兹瓦尔特诺茨历史博物馆中所展复原模型

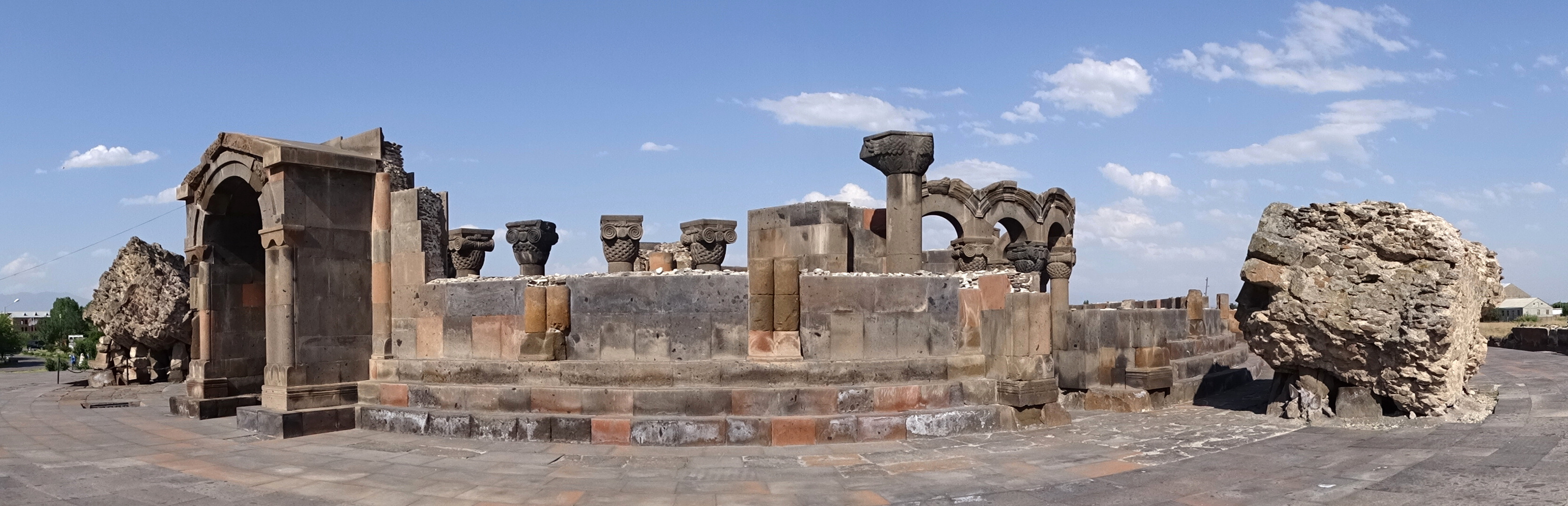
兹瓦尔特诺茨的全景图

## 参看
- 埃奇米阿津主教座堂
- 圣加雅涅教堂
- 圣里普西梅教堂
- 绍拉卡特教堂（英语：Shoghakat Church）
- 巴纳克主教座堂（英语：Banak Cathedral）
- 佐拉沃尔教堂（英语：Gharghavank）

### 脚注
1. 1 2  廖旸. . 世界艺术宝库. 石家庄: 河北教育出版社. 2003: 21–23. ISBN 7-5434-5220-0.
2. 1 2 3 4  Stepanyan, A.; Sargsyan, H. .  3. 埃里温: Armenian Academy of Sciences. 1977: 707–710 （亚美尼亚语）.
3. ↑  Maranci, Christina. . Gesta. 2001, (40): 109.
4. ↑  Krautheimer, Richard.  第4版. 纽黑文: Yale University Press. : 322–323.
5. ↑  Kleinbauer, W. Eugene. . The Art Bulletin. 1972, 54 (3): 245–262.
6. ↑  Maranci, Christina. . Gesta. 2001, (40): 118.
7. ↑  Kuznetsov, A. . 莫斯科. 1951: 110–114 （俄语）.
8. ↑  . Armenian Heritage.   [2020-12-05]. （原始内容存档于2020-02-24）.

## 延伸阅读
- Gombos, Károly. . New York: International Publications Service. 1974. ISBN 963-13-4605-6.
- Maranci, Christina. . Louvain: Peeters Publishers. 2001. ISBN 90-429-0939-0.